# Nour Emam
Nour Emam est une entrepreneuse et activiste égyptienne.

## Biographie
Elle est née dans les années 1990. Enceinte, Nour Emam subit une césarienne médicalement inutile lors de la naissance de sa fille, puis souffre d'une dépression post-partum et d'un syndrome de stress post-traumatique, qui n'a pas été diagnostiqué pendant huit mois.
Après cette expérience, elle devient une militante de la santé sexuelle et reproductive, des sujets considérés comme tabous au Moyen-Orient et en Afrique du Nord,. Elle suit une formation de doula pendant cinq mois au Canada et étudie la gestion de la dépression post-partum en Grande-Bretagne. Nour Emam devient ensuite éducatrice en santé sexuelle. Elle s'intéresse à des sujets tels que l'hygiène menstruelle, la santé reproductive et la sensibilisation à la sexualité.
En janvier 2020, elle cofonde Motherbeing, une entreprise visant à améliorer l'accès des femmes aux soins de santé grâce à la technologie. L'entreprise est basée au Caire.
En 2024, elle est citée par la BBC dans les 100 Women.